# Лунвож (приток Лебеди)
Лунвож (Лун-Вож) — река в России, протекает по Республике Коми. Устье реки находится в 75 км по правому берегу реки Лебедь. Длина реки составляет 38 км. В 11 км от устья по левому берегу впадает река Грубешор.

## Данные водного реестра
По данным государственного водного реестра России относится к Двинско-Печорскому бассейновому округу, водохозяйственный участок реки — Печора от впадения реки Уса до водомерного поста Усть-Цильма, речной подбассейн реки — бассейны притоков Печоры ниже впадения Усы. Речной бассейн реки — Печора.
Код объекта в государственном водном реестре — 03050300112103000074352.